# Condado de Long (Georgia)
El condado de Long (en inglés: Long County), fundado en 1920, es uno de 159 condados del estado estadounidense de Georgia. En el año 2007, el condado tenía una población de 11 300 habitantes y una densidad poblacional de 10 personas por km². La sede del condado es Ludowici. El condado recibe su nombre en honor a Crawford Williamson Long.

## Geografía
Según la Oficina del Censo, el condado tiene un área total de 1045 km² (403,5 mi²), de la cual 1038 km² (400,8 mi²) es tierra y 7 km² (2,7 mi²) (0.64%) es agua.

### Condados adyacentes
- Condado de Liberty (noreste)
- Condado de McIntosh (sureste)
- Condado de Wayne (suroeste)
- Condado de Tattnall (noroeste)

## Demografía
Según el censo de 2000, los ingresos medios por hogar en el condado eran de $30 640, y los ingresos medios por familia eran $32 473. Los hombres tenían unos ingresos medios de $26, 416 frente a los $18 732 para las mujeres. La renta per cápita para el condado era de $12 586. Alrededor del 19.50% de la población estaban por debajo del umbral de pobreza.

## Transporte

### Principales carreteras
- U.S. Route 25
- U.S. Route 84
- U.S. Route 301
- Ruta Estatal de Georgia 57
- Ruta Estatal de Georgia 144

## Localidades
- Donald
- Ludowici